# Кутинг (област)
Област Цгутинг е разположена в южната част на Лесото. Площта ѝ е 2916 км², а населението, според преброяването през 2016 г., е 115 469 души. Административен център е град Цгутинг, който е и единственият град в областта. На изток, юг и югозапад, Цгутинг граничи с провинция Източен Кейп на РЮА. Областта е разделена на 5 избирателни района.